# Hanne Kjöller
Hanne Kjöller, född Kjellström den 18 januari 1965 i Uppsala, är en svensk fristående kolumnist och författare. Hon var ledarskribent på Dagens Nyheter i 17 år, 1999–2016. Innan dess arbetade hon på bland annat Expressen, Sundsvalls Tidning och Bohusläningen.

## Biografi
Hanne Kjöller är utbildad sjuksköterska och beskriver sig själv som liberalfeminist. Såväl i sina ledarkommentarer som i sina publicerade böcker behandlar hon kontroversiella ämnen. Egna erfarenheter finns ofta bakom. Hennes bok Operation: Nytt liv baserar sig på att hon själv är överviktsopererad och menar att det för kraftigt överviktiga är närmast omöjligt att hålla vikten efter en bantningskur och förklarar varför det tvärtom går efter en operation.
År 2013 utkom Hanne Kjöller med boken En halv sanning är också en lögn i vilken hon granskade ett antal uppmärksammade händelser där hon ansåg att journalister spridit en felaktig bild genom att utelämna eller förvanska uppgifter. Kjöller kritiserades då det framkom att det förekom faktafel i boken. Brombergs förlag beslutade att korrigera felen i en ny utgåva.
Kjöller har i ledare och krönikor framfört kontroversiella ståndpunkter. Ett återkommande tema i dessa artiklar är att individen bör ta ett större ansvar för sina problem, och att många sjukskrivna och andra utnyttjar systemet, bluffar, "intar martyrroll", "gnäller", "fifflar" och kostar pengar på olika sätt. Bland annat har hon ifrågasatt begreppet utbrändhet och diagnosen utmattningssyndrom, vilket föranlett kritik från medicinsk expertis. Hon har också kritiserat vad hon betraktar som missbruk av samhälleliga serviceinsatser och uttryckt sig positivt om kvinnligt deltidsarbete. Kjöller har också spelat en framträdande roll i debatten om apatiska flyktingbarn, där både hon och hennes meningsmotståndare anklagats för felciteringar och förvanskningar. Ett annat område där Kjöllers uttalanden skapat debatt är när hon uttalat sig mot transpersoners rätt att slippa tvångssteriliseras vid byte av juridiskt kön.

## Utmärkelser
- Advokatsamfundets journalistpris 2012[16]
- Årets Trygghetsambassadör 2016[17]